# Stictonectes epipleuricus
Stictonectes epipleuricus is een keversoort uit de familie waterroofkevers (Dytiscidae). De wetenschappelijke naam van de soort is voor het eerst geldig gepubliceerd in 1887 door Seidlitz.